# Landkreis Demmin

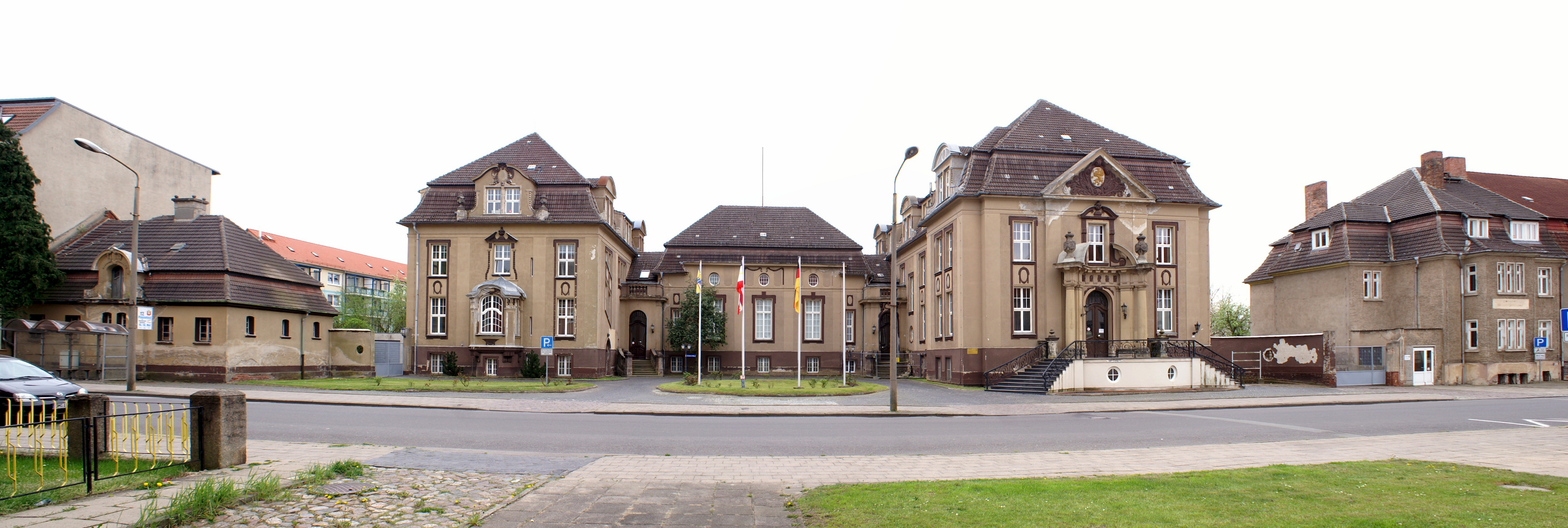
Voormalig Landratsamt

Landkreis Demmin is een voormalig Landkreis in de Duitse deelstaat Mecklenburg-Voor-Pommeren. Het had een oppervlakte van 1921 km².

## Geschiedenis
Demmin ontstond op 12 juni 1994 door de samenvoeging van de toenmalige Landkreisen Demmin, Altentreptow en delen van Malchin.
Op 4 september 2011 is het opgeheven en zijn de gemeenten opgegaan in de nieuwe Landkreisen Mecklenburgische Seenplatte en Vorpommern-Greifswald.

## Steden en gemeenten
Het Landkreis was op het moment van opheffing bestuurlijk in de volgende steden en gemeenten onderverdeeld:
| Amtsvrije gemeenten 1. Dargun, Stad 2. Demmin, Hanzestad * |

Ämter met deelnemende gemeenten/steden
* = Bestuurscentrum van de Amtsverwaltung
| - 1. Amt Demmin-Land (Bestuurscentrum te Demmin) 1. Beggerow 2. Borrentin 3. Hohenbollentin 4. Hohenmocker 5. Kentzlin 6. Kletzin 7. Lindenberg 8. Meesiger 9. Nossendorf 10. Sarow 11. Schönfeld 12. Siedenbrünzow 13. Sommersdorf 14. Utzedel 15. Verchen 16. Warrenzin - 2. Amt Jarmen-Tutow 1. Alt Tellin 2. Bentzin 3. Daberkow 4. Jarmen, Stad * 5. Kruckow 6. Tutow 7. Völschow | - 3. Amt Malchin am Kummerower See 1. Basedow 2. Duckow 3. Faulenrost 4. Gielow 5. Kummerow 6. Malchin, Stad * 7. Neukalen, Stad - 4. Amt Peenetal/Loitz 1. Düvier 2. Görmin 3. Loitz, Stad * 4. Sassen-Trantow - 5. Amt Stavenhagen 1. Bredenfelde 2. Briggow 3. Grammentin 4. Gülzow 5. Ivenack 6. Jürgenstorf 7. Kittendorf 8. Knorrendorf 9. Mölln 10. Ritzerow 11. Rosenow 12. Stavenhagen, Reuterstad * 13. Zettemin | - 6. Amt Treptower Tollensewinkel 1. Altenhagen 2. Altentreptow, Stad * 3. Bartow 4. Breesen 5. Breest 6. Burow 7. Gnevkow 8. Golchen 9. Grapzow 10. Grischow 11. Groß Teetzleben 12. Gültz 13. Kriesow 14. Pripsleben 15. Röckwitz 16. Siedenbollentin 17. Tützpatz 18. Werder 19. Wildberg 20. Wolde |

## Bestuurlijke herindelingen
Sinds de oprichting van het district in 1994 hebben er diverse bestuurlijke herindelingen plaatsgevonden. Tot op heden betreft het de volgende wijzigingen.

### Amt
- Opname van de voorheen amtsvrije stad Neukalen in het Amt Am Kummerower See op 1 juli 2002.
- Fusie van de voorheen amtsvrije stad Jarmen met het Amt Tutow in het Amt Jarmen-Tutow op 1 januari 2004.
- Opheffing van het Amt Dargun en oprichting van de amstvijre stad Dargun op 13 juni 2004.
- Opheffing van het Amt Borrentin en opname van de gemeenten daarvan in het Amt Demmin-Land op 1 juli 2004.
- Fusie van de Ämter Kastorfer See en Tollensetal en een tot dan 'amtsvrije stad (amtsfreie Stadt) in het Amt Treptower Tollensewinkel op 1 januari 2005.
- Fusie van het Amt Am Kummerower See en de tot dan amtsvrije stad Malchin in het Amt Malchin am Kummerower See op 1 januari 2005.
- Fusie van het Amt Stavenhagen-Land en de tot dan amtsvrije stad Stavenhagen in het Amt Stavenhagen op 1 januari 2005.

### Gemeente
- Annexatie van de gemeente Reinberg door Wolde op 30 september 1998.
- Annexatie van de gemeente Pinnow door Breesen op 30 september 1998.
- Annexatie van de gemeente Kartlow door Kruckow op 31 mei 1999.
- Annexatie van de gemeente Grischow (b. Ivenack) door Ivenack op 1 juni 1999
- Annexatie van de gemeente Gorschendorf door Malchin op 1 januari 2003.
- Samenvoeging van de gemeenten Borrentin (Altgemeinde), Gnevezow en Metschow in de nieuwe gemeente Borrentin op 1 januari 2003.
- Annexatie van de gemeenten Beestland en Upost door Warrenzin op 1 juli 2003.
- Annexatie van de gemeente Wotenick door Demmin op 1 juni 2004.
- Annexatie van de gemeente Hohenbrünzow door Hohenmocker op 1 juni 2004.
- Annexatie van de gemeente Quitzerow door Kletzin op 1 juni 2004.
- Annexatie van de gemeente Sanzkow door Siedenbrünzow op 1 juni 2004.
- Annexatie van de gemeente Teusin door Utzedel op 1 juni 2004.
- Annexatie van de gemeenten Brudersdorf, Stubbendorf, Wagun en Zarnekow door Dargun op 13 juni 2004.
- Annexatie van de gemeente Plötz door Jarmen op 13 juni 2004.
- Annexatie van de gemeente Schmarsow door Kruckow op 13 juni 2004.
- Annexatie van de gemeente Wüstenfelde door Loitz op 14 juni 2004.
- Samenvoeging van de gemeenten Sassen und Trantow in de nieuwe gemeente Sassen-Trantow op 31 december 2004.
- Annexatie van de gemeente Remplin door Malchin op 7 juni 2009.

Bad Doberan · Demmin · Greifswald · Güstrow · Ludwigslust · Mecklenburg-Strelitz · Müritz · Neubrandenburg · Nordvorpommern · Nordwestmecklenburg · Ostvorpommern · Parchim · Rostock · Rügen · Schwerin · Stralsund · Uecker-Randow · Wismar